# Параграф 86а Уголовного кодекса Германии
Параграф 86а Уголовного кодекса Германии (нем. § 86a (Strafgesetzbuch)) — статья Уголовного кодекса Германии, известная как статья «О запрете использования символики антиконституционных организаций» (нем. Verwenden von Kennzeichen verfassungswidriger Organisationen). Де-факто является основным законом, запрещающим использование нацистской символики, как то: флагов и гербов нацистской Германии, символики основных организаций, униформы, слоганов и форм приветствия.

## Текст закона
В тексте параграфов 86 и 86a содержится следующее:

§ 86 Уголовного кодекса «Распространение пропагандистских материалов антиконституционных организаций»

(1) Любое лицо, которое распространяет, производит, использует в коммерческих целях или выкладывает в публичный доступ при помощи СМИ для распространения внутри страны или за её границей пропагандистские материалы:
1. Партии, которая была признана Федеральным Конституционным Судом незаконной и противоречащей Конституции, или другой партии либо организации, принадлежность и правопреемственность которой была доказана;
[…]
4. Содержание которых напрямую связано с идеологией национал-социализма,
может быть привлечено к уголовной ответственности и приговорено к лишению свободы сроком до трёх лет или штрафу.

(3) Пункт 1 не применяется при рассмотрении уголовного дела, если пропагандистские материалы использовались в целях дальнейшего гражданского просвещения, борьбы с антиконституционными организациями, в целях содействия искусству или науке, исследованиям или преподаванию, а также в качестве исторического источника или для реконструкции исторических событий.

§ 86а Уголовного кодекса «Использование символики антиконституционных организаций»

(1) Любое лицо, которое:
1. Распространяет или публично использует внутри страны на совещании или в переписке (§ 11, пункт 3) символы любой партии или организации, упомянутой в пункте 1 § 86, подпунктах 1, 2, 4;
2. Производит, использует в коммерческих целях внутри страны или за её границей материалы, содержащие символику, запрещённую в пункте 1;
может быть привлечено к уголовной ответственности и приговорено к лишению свободы сроком до трёх лет или штрафу.

(2) К символам, упомянутым в пункте 1, относятся, в частности, флаги, символика, униформы, слоганы и формы приветствия. Символы, которые выглядят внешне достаточно похоже, чтобы существовала возможность их перепутать с символами из пункта 1, считаются эквивалентными.
[…]

## Список запрещённых материалов

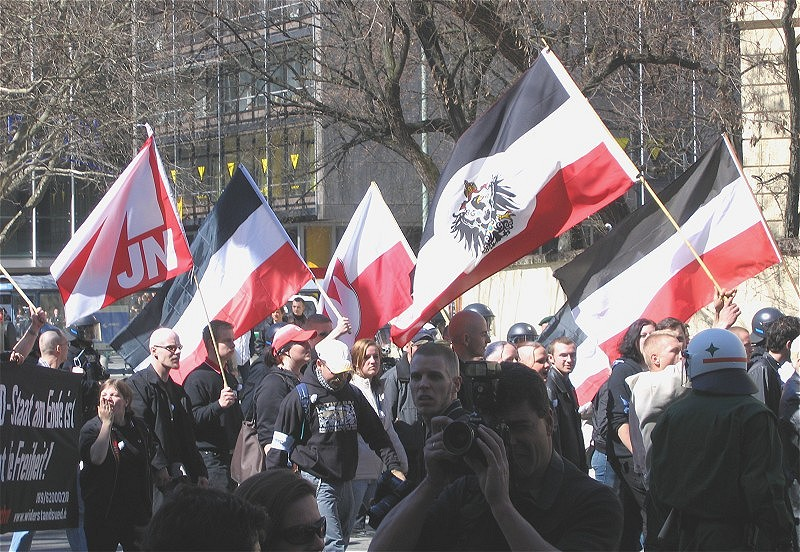
Неонацисты с чёрно-бело-красными рейхсфлагами в Мюнхене (2005)

Де-факто и де-юре в тексте закона вообще не прописывается, какая символика попадает под этот закон. Под символом подразумевается флаг, эмблема, часть униформы, девиз или форма приветствия. Важно заметить, что под запрет попадает не сам символ, а его незаконное использование антиконституционными организациями в антиконституционных целях. Так, свастика является священным символом в буддизме и индуизме, но её использование как символа национал-социализма запрещено (за исключением обстоятельств, указанных в подпункте 3 пункта 1). Аналогично в Германии запрещён вольфсангель как символ национал-социализма, но разрешён к использованию как элемент герба. Благодаря такому неоднозначному толкованию закона неонацисты в Германии использовали немного изменённые символы, однако в 1994 году в закон были внесены поправки, согласно которым и подобные символы попадали под запрет.

### Запрещённые организации
По решению Федерального Конституционного Суда Германии запрещены следующие партии и политические организации:
- Социалистическая рейхспартия (1952)[2]
- Коммунистическая партия Германии (1956)[3]
- Народно-социалистическое движение Германии/Партия труда (1982)
- Фронт действия национал-социалистов/Национальные активисты (1983)
- Немецкая альтернатива (1992)
- Националистический фронт (1992)
- Викинг-югенд (1994)
- Свободная немецкая рабочая партия (1995)
- Blood and Honour: отделение в Германии (2000)
- Исламское государство (2014)

### Запрещённая нацистская символика

Нацистская свастика
Кельтский крест
Солнечный крест
Вольфсангель
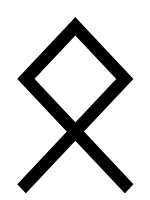
Руна Одал
Символ СА
Две руны Зиг — символ СС
Мёртвая голова — символ 3-й танковой дивизии СС «Тотенкопф»
Символика воздушного крыла Kampfgeschwader 54
Военный флаг 1935–1938
Военный флаг 1938–1945
Служебный флаг 1935-1945

### Запрещённая коммунистическая символика

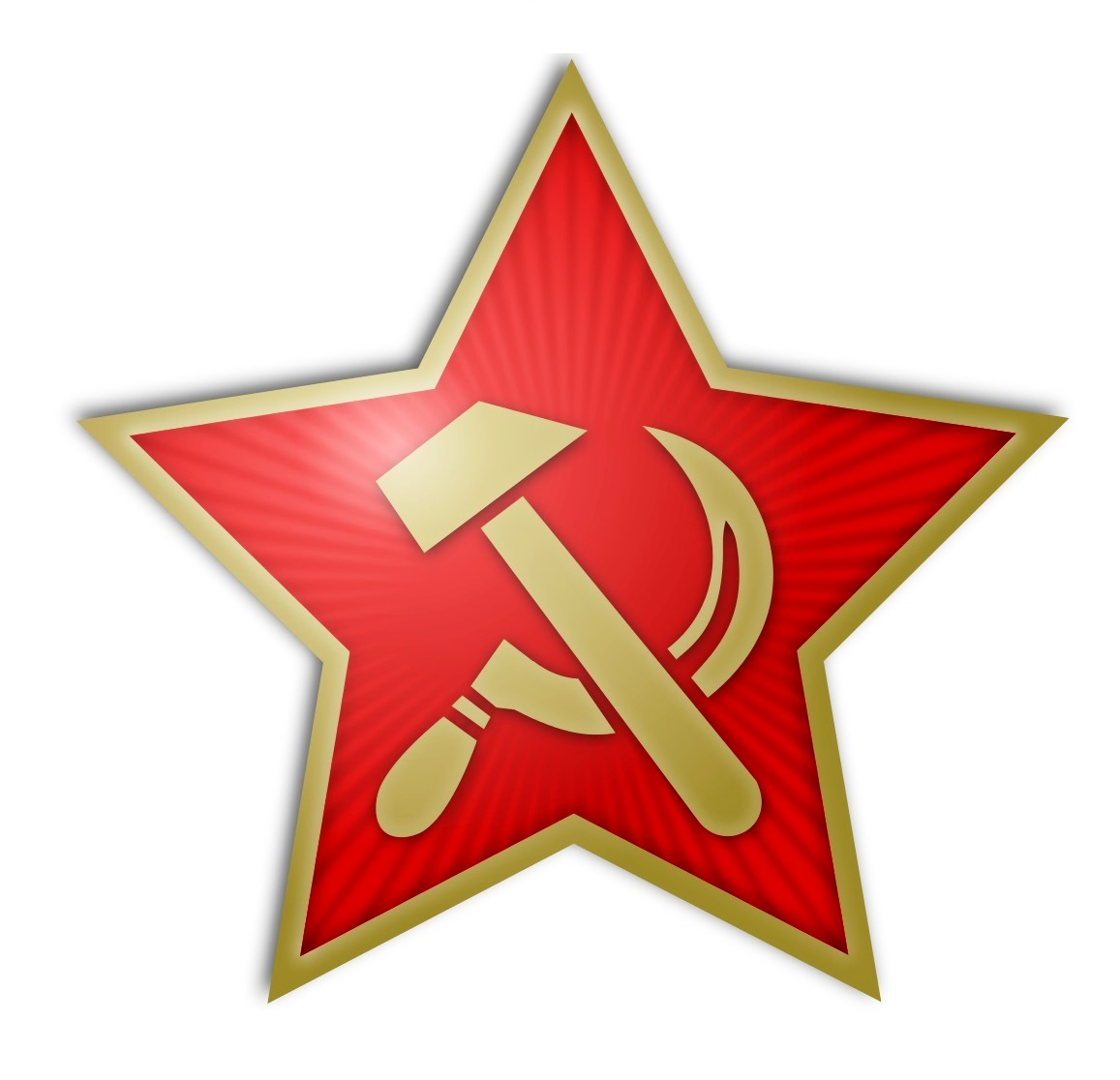
Эмблема Коммунистической партии Германии
Красная звезда (Коммунистической партии Германии)
Красный флаг (Коммунистической партии Германии)

## Допустимые исключения

### Антинацистская символика

Свастика в запрещающем знаке

Картинка антинацистской направленности

В 2005 году был поставлен вопрос о том, считать ли перечёркнутую свастику символом антинацизма либо же признать её нарушающей закон. В конце 2005 года полиция совершила рейд и конфисковала продукцию магазинов серии «Nix Gut Records», среди которых были товары с символикой перечёркнутой свастики и свастики, раздробленной после удара кулаком. В 2006 году полиция даже начала преследовать антифашистов, что было с восторгом встречено праворадикальными партиями и помогло даже некоторым из них выиграть местные выборы. Однако 17 марта 2006 против подобных мер выступила депутат Бундестага Клаудиа Рот, которая заявила, что антифашисты помогают поддерживать конституционный порядок в стране. 15 марта 2007 Федеральный Суд Германии вынес решение, согласно которому антифашистскую символику окончательно вычеркнули из списка подозрительной или незаконной.

### В компьютерных играх
В 1998 году суд Франкфурта-на-Майне своим решением запретил распространение компьютерных игр, в которых содержится какая-либо нацистская символика — прецедентом стала игра Wolfenstein 3D. Немецкие локализаторы вынуждены были заменять в играх нацистскую символику на другие символы, не попадающие под нарушение параграфа 86а Уголовного кодекса Германии. Так цензуре подверглись игры о Второй мировой войне от стратегических игр до симуляторов и FPS (несмотря на возникшую «неисторичность» отображения ситуаций), а в игре Wolfenstein II: The New Colossus изначальную задумку сделать Адольфа Гитлера главным боссом и антагонистом пришлось серьёзно скорректировать и заменить его злодеем с другой внешностью и другим именем. Однако в 2018 году это решение суда де-факто подверглось пересмотру: перед парламентскими выборами 2017 года в сеть вышел файтинг «Bundesfighter 2 Turbo», где игрок мог управлять карикатурными образами политиков. Среди доступных игроку бойцов оказался Александр Гауланд с фирменным приёмом, в ходе анимации которого тело Гауланда становилось похожим на свастику. В декабре 2017 года власти потребовали запретить игру, сославшись на решение по Wolfenstein 3D. Генеральный прокурор при Верховном суде Германии отказался рассматривать жалобу, сославшись на истечение срока давности, и в итоге было принято решение, по которому игра с наличием похожей символики может быть допущена на прилавки, если суд не найдёт ничего оскорбительного или запрещённого.

## Нарушения
Несмотря на тщательно проводимую политику денацификации, нарушения этого закона в Германии всё-таки случаются. Так, в немецкой армии ежегодно, несмотря на запрет, встречаются случаи использования нацистского приветствия (по крайней мере, не менее 50 раз в год). На футбольных матчах чемпионата Германии фанаты выкрикивают часто нацистские лозунги или вывешивают баннеры с символикой неонацизма, хотя клубы-покровители стараются бороться с подобными явлениями.